# Rhodiola
Rhodiola es un género  de plantas de la familia Crassulaceae. Comprende 135 especies descritas y de éstas sólo 61 son  aceptadas.

## Descripción
Son hierbas perennes carnosas, rizoma  delgado o grueso, erecto-rastrero, con escamas o follaje en hojas radicales. Hojas radicales escamosas triangulares o suborbiculares, membranosas, marrón. Los tallos florales que surge de las axilas de las hojas escamosas, simples, anuales, de hojas caducas o marcescente. Las hojas caulinarias  alternas, usualmente sésiles, simple, carnoso, con frecuencia glauca. Inflorescencia terminal, por lo general cimosa raramente racemosa, en cima simple o compuesta, a veces reducido a una flor solitaria, en su mayoría bracteada. Flores pediceladas o sésiles,  bisexuales o unisexuales, planta dioica. Cáliz con lóbulos carnosos, unidos en la base. Corola, más largo que el cáliz, de color rojo o rojo púrpura, blanco, amarillo, amarillo-verdoso. Estambres el doble que los pétalos, en dos verticilos; estambres ausente en las flores femeninas. Los folículos con unas a muchas semillas, marrón, longitudinalmente con estrías.

## Taxonomía
El género fue descrito por Carlos Linneo y publicado en Species Plantarum 2: 1035. 1753. La especie tipo es: Rhodiola rosea

## Especies seleccionadas
- Rhodiola alaskana
- Rhodiola algida
- Rhodiola alsia
- Rhodiola alterna
- Rhodiola amabilis
- Rhodiola angusta
- Rhodiola aporontica
- Rhodiola arctica
- Rhodiola rosea